# Богодаровка (Лубенский район)
Богодаровка (укр. Богодарівка) — село,
Остаповский сельский совет,
Лубенский район,
Полтавская область,
Украина.
Код КОАТУУ — 5322885702. Население по переписи 2001 года составляло 294 человека.

## Географическое положение
Село Богодаровка находится на берегах реки Вязовец,
выше по течению на расстоянии в 1,5 км расположено село Остаповка,
ниже по течению на расстоянии в 1,5 км расположено село Березовка.
На расстоянии в 0,5 км расположено село Степури.
Рядом проходят автомобильная дорога М-03 и
железная дорога, станция Вилы в 3-х км.

## Объекты социальной сферы
- Начальная школа.
- Клуб.

## Известные люди
- Стронский Кирилл Фёдорович (1917—1999) — Герой Советского Союза, родился в селе Богодаровка.
- Улитко Андрей Феофанович (1934) — член-корреспондент Национальной академии наук Украины, родился в селе Богодаровка.